# Lillebæltsbroen (1970)
 For alternative betydninger, se Lillebæltsbroen. (Se også artikler, som begynder med Lillebæltsbroen)
Lillebæltsbroen, som også kaldes Den nye Lillebæltsbro, er en sekssporet motorvejsbro mellem Jylland og Fyn bygget i perioden 1965 til 1970 og indviet 21. oktober samme år. Arkitekten var Orla Mølgaard-Nielsen. Brofagene blev bygget på Nakskov Skibsværft.
Broen er 1.700 meter lang, 33,3 meter bred og har et frit spænd på ca. 600 meter. Gennemsejlingshøjden er 44 meter. Gennemsejlingshøjden for Lillebælt er dog begrænset af Den gamle lillebæltsbro der har en gennemsejlingshøjde på 33 meter. Lillebæltsbroen er en hængebro der hænger i kabler spændt over pyloner ligesom på Storebæltsbroen.
Den nye Lillebæltsbro danner forbindelse mellem Taulovmotorvejen og Fynske Motorvej.
Under broen afholdes hvert år Rock under Broen, Danmarks største endagsfestival.

## Galleri
- Luftfoto fra syd.
- Set fra Lyngsodde
- Vestlige ende
- Vestlig pylon
- Østlige ende set fra Lyngsodde
- Broen set fra motorvej E20 (østgående)
- Nedefra
- Set fra den gamle bro